# 中國人 (歌曲)
《中國人》是一首由香港歌手刘德华於1996年5月發行的單曲，迎合及祝贺来年香港回归。
後來也收錄於1997年大碟《爱如此神奇》，亦曾經推出過一張單曲。由於本曲宣揚了愛國精神，刘德华曾於很多國家級的演出中獻唱，包括慶祝《香港回歸十周年文藝晚會》、《香港同胞慶祝中華人民共和國成立60周年文藝晚會》、2010年《抗旱救灾、我们在行动》大型公益晚会等。此曲亦是中国星制作的电视剧《千秋英列传》（又名《路客也刀客》）主题曲、東森電視《烽火中國》主題曲。而謝霆鋒曾經翻唱過這首歌曲。2014年，胡琳重新翻唱這首歌曲，作為中華人民共和國成立65週年的獻禮歌曲。劉德華於2024年11月1日在台灣台北小巨蛋演唱了中國人。

## 歌曲班底
- 作曲：陳耀川
- 作詞：李安修
- 編曲：惠元、江港生
- 監製：陳耀川、李安修、江港生

## 獎項
- 無線十大勁歌金曲 「最受歡迎國語歌曲金獎」
- 1997年度香港電台十大中文金曲之一
- 十大中文金曲 「最佳國語歌曲金獎」
- 新城流行音樂 「勁爆國語歌曲」
- 精選 104 金心情歌 「金心國語情歌鑽石獎」[4]

## 重填版本
- 《做個文明中國人》，吴镇宇、黃子華、張達明演唱。
- 《基本法禮讚》，基本法頒佈十周年紀念主題曲。